# Narcís Andreu i Musté
Narcís Andreu i Musté   (Reus, 1933 - Madrid, 1 de novembre de 2023) va ser un economista i empresari català. Fill de l'advocat i polític català Josep Andreu i Abelló. En acabar la guerra civil espanyola va acompanyar el seu pare a l'exili i passà la infantesa a Mèxic. Cap el 1960 va treballar en la filial belga del Banco Exterior de España. Políticament va militar inicialment en el Partit Socialista Popular i des del 1978 en el PSC-PSOE. Durant la transició espanyola va treballar al Banc de Crèdit Local i fou adjunt del president de Bankunión, Josep Ferrer-Bonsoms i Bonsoms. També va formar part del Consell d'Administració de Banca Catalana quan es va produir la crisi. També va ser director financer d'Autopistas Españolas, president de Simago i conseller de Fenosa.
El 15 de març de 1985 fou nomenat president d'Iberia Líneas Aéreas de España, S. A.. Durant el seu mandat la companyia va reduir les pèrdues al preu de reduir plantilla i aeroports, i es va renovar la flota aèria de la companyia. El 7 de juny fou substituït per Miguel Aguiló Alonso. Després tornà a dirigir la seu del Banco Exterior a Bèlgica.